# Malassezia
Malassezia es un género de hongos (reino Fungi). Se encuentra normalmente en la piel de los animales, incluidos los humanos, y es la causa de la caspa y de una enfermedad infecciosa y no contagiosa de la piel llamada Pitiriasis versicolor.

## Nomenclatura
Se ha generado confusión sobre el nombre y clasificación de las especies de Malassezia debido a varios cambios en su nomenclatura. El biólogo francés Charles Philippe Robin, en 1853, nombró al hongo de la pitiriasis versicolor como Microsporon furfur al observar células redondeadas en la piel de pacientes con caspa.
El género Malassezia fue originalmente identificado por el científico francés Louis-Charles Malassez en 1874. Su compatriota, el botánico y médico Henri Ernest Baillon en 1889, denominó a este género Malassezia en honor a Malassez, siendo el hongo Malassezia furfur su especie representativa.
En 1904, otro francés, el dermatólogo y micólogo Raymond Sabouraud identificó dos morfologías en preparados de Malasezia, uno levaduriforme (con forma de levadura) y otro micelial (forma de micelio). A partir de este hecho, creó el género Pityrosporum para el primero y mantuvo el nombre Malassezia furfur para el segundo. El médico italiano Aldo Castellani (1879-1971) y su colega británico Albert John Chalmers (1870-1920) en 1913, definieron como Pityrosporum ovale a la forma oval y en 1951, Morris Gordon denominó Pityrosporum orbiculare a las levaduras esféricas presentes en piel, con y sin lesiones.
Sin embargo, los estudios posteriores demostraron que la forma del hongo es inestable y que puede cambiar de forma oval a redondeada y viceversa según las condiciones de su cultivo. También se demostró que el hongo podía asumir formas levaduriformes y miceliales.
En 1986, estudios micológicos, inmunológicos y análisis genéticos, confirmaron la inestabilidad morfológica de este hongo y que la levadura (oval o redondeada) y el micelio eran sólo estados simples del complejo ciclo de vida de un mismo hongo. La Malassezia furfur describía entonces sólo la fase micelial de un hongo cuyas fases levaduriformes recibían los nombres de Pityrosporum ovale y Pityrosporum orbiculare, según su morfología. Desde entonces, es abandonado el uso del término Pityrosporum, adoptándose la denominación de Malassezia para cualquiera de las formas que se observen de este hongo.
Los estudios de ADN y rARN, genómicos y ribosomales permitieron conocer y describir las especies de este género.

## Especies
Malassezia actualmente está conformado por 11 especies:
- Malassezia furfur

- Malassezia sympodialis[4]

- Malassezia globosa[5]

- Malassezia restricta[6]

- Malassezia obtusa
- Malassezia slooffiae[7]

- Malassezia dermitis[8]

- Malassezia yamatoensis[9]

- Malassezia japonica[10]

- Malassezia pachydermatis[11]

- Malassezia nana[12]

Se ha postulado a Malassezia equina como especie, aunque, hasta el momento, se considera como una especie tentativamente nombrada pero todavía no formalmente descrita.